# Precesja

Precesja żyroskopu

Ruchy osi planety („p” – precesja)

Precesja lub ruch precesyjny – zjawisko zmiany kierunku osi obrotu obracającego się ciała. Oś obrotu sama obraca się wówczas wokół pewnego kierunku w przestrzeni zakreślając powierzchnię boczną stożka.

## Precesja przy nieobecności sił zewnętrznych
Precesja występuje w przypadku swobodnie obracającej się bryły, gdy na ciało nie działają żadne siły zewnętrzne. Dzieje się tak wówczas, gdy oś, wokół której obraca się bryła, nie pokrywa się z żadną z osi głównych tensora momentu bezwładności.

## Precesja wymuszona
Precesja wymuszona występuje wówczas, gdy ciało obracające się dookoła osi zostanie poddane momentowi siły ze składową prostopadłą do momentu pędu ciała. Wtedy oś obrotu ciała wykonuje ruch kreśląc sobą powierzchnię w kształcie bocznej powierzchni stożka. Zjawisko to może być zaobserwowane na przykładzie wirującego bąka, gdy oś bąka nie jest pionowa, grawitacja stara się przewrócić bąka, ale bąk nie przewraca się, a charakterystycznie zatacza się, co jest właśnie precesją.
Okres zataczania okręgu przez oś obrotu ciała jest wprost proporcjonalny do prędkości kątowej ruchu obrotowego i momentu bezwładności ciała oraz odwrotnie proporcjonalny do momentu siły zaburzającej. Wyraża to wzór:
{\displaystyle T_{p}={\frac {4\pi ^{2}I_{s}}{QT_{s}}}}
gdzie:
Is – moment bezwładności;
Q – moment siły;
Ts – okres obrotu ciała wokół osi;
Tp – okres zakreślania powierzchni stożkowej przez oś ciała.
Prędkość kątowa precesji podpartego ciała znajdującego się w jednorodnym polu grawitacyjnym nie zależy od kąta wychylenia ciała od pionu i wyraża się wzorem:
{\displaystyle \omega _{pr}={\frac {mgl}{I_{s}\omega }}}
gdzie:
Is – moment bezwładności;
m – masa ciała;
g – przyspieszenie ziemskie
l – wysokość ciała (ramię momentu siły), odległość od podparcia do środka masy ciała;
{\displaystyle \omega } – prędkość kątowa obrotu ciała;
{\displaystyle \omega _{pr}} – prędkość kątowa precesji, czyli prędkość kątowa osi obrotu ciała.
Precesji może towarzyszyć nutacja, wówczas pojawiają się dodatkowe „wahnięcia”.

### Precesja osi Ziemi

Precesja z okręgiem zakreślanym przez oś ziemską (animacja)

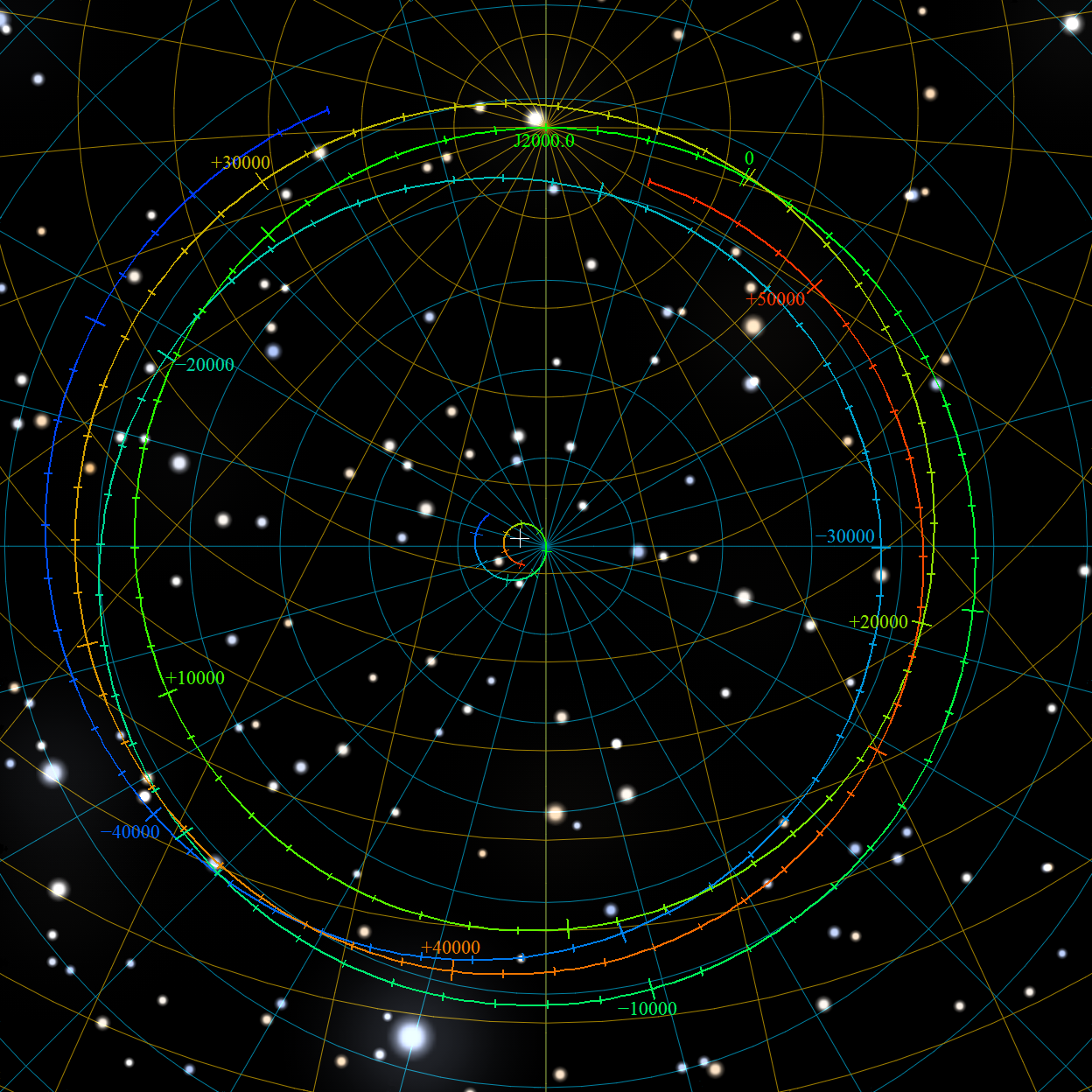
Projekcja ścieżki precesji bieguna północnego na stałym niebie epoki J2000.0 dla przedziału czasowego od 48000 p.n.e. do 52000 n.e.

Jest to zjawisko przejawiające się wykonywaniem przez oś Ziemi ruchu po powierzchni bocznej stożka o wierzchołku w środku Ziemi. Innymi słowy, oś ziemska kreśli na tle nieba okrąg. Zakreślenie pełnego okręgu trwa około 26 000 lat. Okres ten nazwano rokiem platońskim.
Zjawisko to jest wywołane przez oddziaływanie grawitacyjne ze strony Księżyca i Słońca. Oś obrotu Ziemi nie jest prostopadła do jej płaszczyzny obiegu wokół Słońca (ekliptyki), ale pochylona pod kątem ok. 66,5°. Jednocześnie Ziemia nie jest kulą, jest spłaszczona na biegunach. Różnice w wartości i kierunku przyciągania bliższej i dalszej od Słońca części Ziemi wytwarzają moment siły dążący do ustawienia osi obrotu Ziemi prostopadle do kierunku Ziemia – Słońce. W rezultacie tego momentu siły i obrotu Ziemi jej oś obrotu ulega precesji, czyli porusza się po powierzchni bocznej stożka. Skutkiem precesji Ziemi równik niebieski wędruje ruchem wstecznym po ekliptyce z prędkością 1° na 72 lata, a biegun niebieski zakreśla wokół bieguna ekliptyki okrąg, którego promień wynosi ok. 23,5°. Dlatego też Gwiazda Polarna nie zawsze znajdowała się na biegunie nieba. W epoce Starego Państwa Egiptu jej rolę spełniała α Smoka zwana Thuban. Za 11 tysięcy lat będzie tam się znajdować Wega. Podobnie przesuwa się po ekliptyce punkt Barana, inaczej zwany punktem równonocy wiosennej. Precesja powoduje również różnicę między rokiem gwiazdowym a rokiem zwrotnikowym wynoszącą około 20 minut.
Precesja osi Ziemi została odkryta przez Hipparcha w 130 roku p.n.e. Możliwe, że zjawisko to było znane i obserwowane już tysiące lat wcześniej, w starożytnym Sumerze, a później w Egipcie.

### Precesja innych ciał niebieskich
Oś obrotu większości ciał niebieskich podlega precesji. Dotyczy to również planet Układu Słonecznego.
W Układzie Słonecznym, poza precesją planet w ruchu obrotowym wokół własnej osi, występuje również zjawisko zmian orbit planet w ruchu obiegowym wokół Słońca. Jego skutkiem jest ruch peryhelium, nazywany często precesją peryhelium. Najsilniej efekt ten przejawia się w przypadku Merkurego. Zaobserwowany ruch peryhelium Merkurego tylko częściowo daje się wytłumaczyć na gruncie klasycznego oddziaływania grawitacyjnego z innymi planetami. Okazało się, że uwzględnienie efektów wynikających z ogólnej teorii względności Einsteina pozwala wyjaśnić to zaburzenie. Dokładne pomiary ruchu peryhelium Merkurego stanowiły jeden z pierwszych doświadczalnych dowodów tej teorii.

## Etymologia
Słowo precesja pochodzi od łacińskiego praecessio aequinoxii (wyprzedzanie równonocy), czyli spowodowanego precesją osi ziemskiej przesuwania się punktu Barana.